# Salvia samuelssonii
Salvia samuelssonii är en kransblommig växtart som beskrevs av Karl Heinz Rechinger. Salvia samuelssonii ingår i släktet salvior, och familjen kransblommiga växter. Inga underarter finns listade i Catalogue of Life.

## Bildgalleri

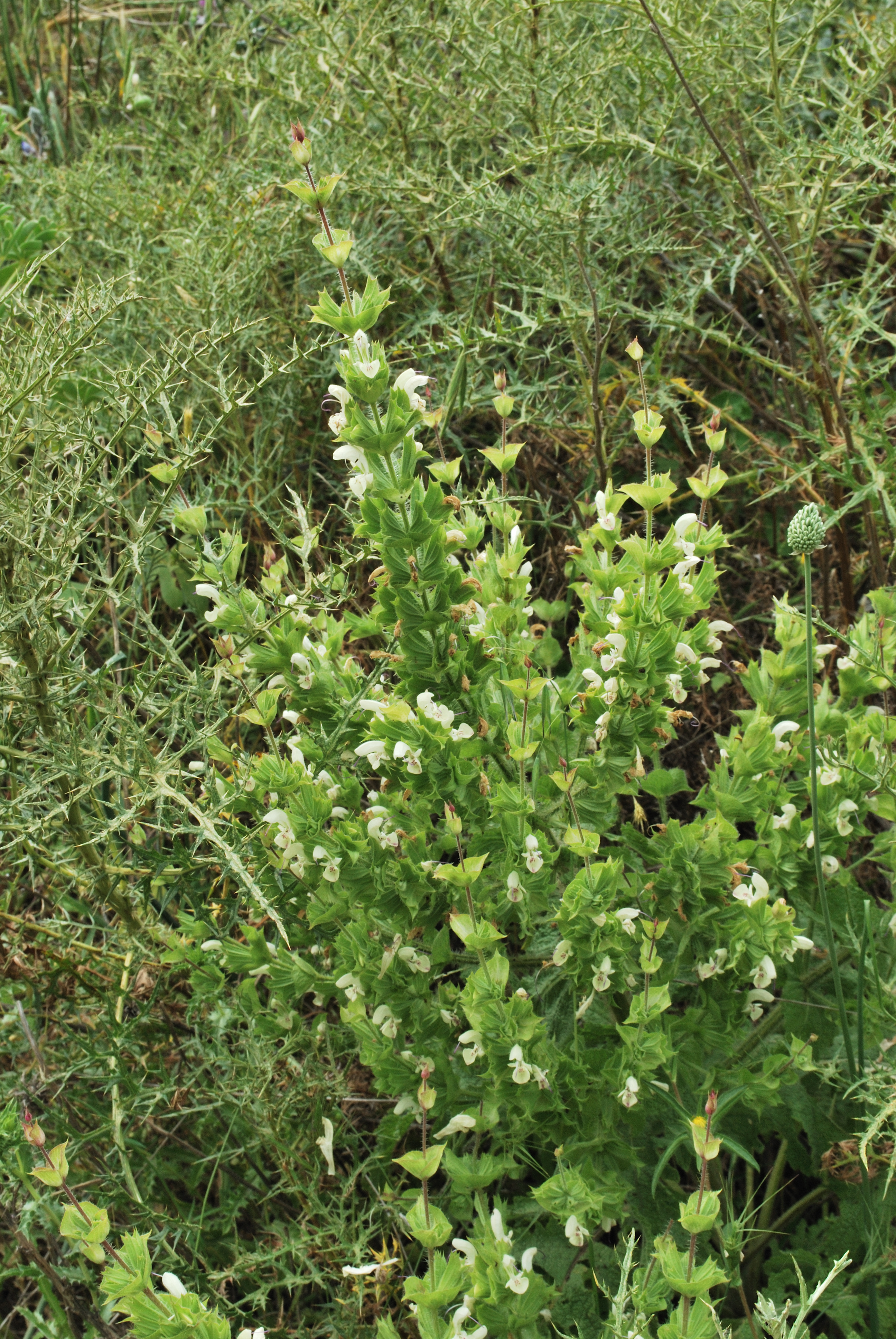